# Olympische Sommerspiele 1952/Teilnehmer (Philippinen)
| Gelbes Symbol für Goldmedaillen mit stilisierten Olympischen Ringen | Graues Symbol für Silbermedaillen mit stilisierten Olympischen Ringen | Braundes Symbol für Bronzemedaillen mit stilisierten Olympischen Ringen |
| ------------------------------------------------------------------- | --------------------------------------------------------------------- | ----------------------------------------------------------------------- |
| —                                                                   | —                                                                     | —                                                                       |

Die Philippinen nahmen an den Olympischen Sommerspielen 1952 in der finnischen Hauptstadt Helsinki mit 25 männlichen Sportlern an 14 Wettbewerben in sieben Sportarten teil.
Seit 1924 war es die sechste Teilnahme eines philippinischen Teams an Olympischen Sommerspielen.

## Teilnehmer nach Sportarten

### Basketball

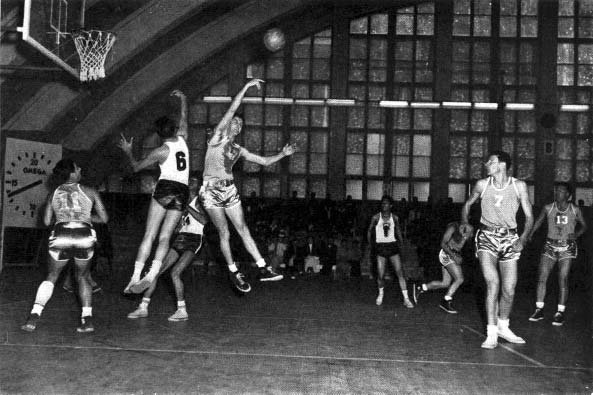
Philippinen-Argentinien

- Florentino Bautista, Ramón Campos, José Gochangco, Tony Genato, Rafael Hechanova, Eduardo Lim, Carlos Loyzaga, Antonio Martínez , Ponciano Saldaña, Meliton Santos, Antonio Tantay und Mariano Tolentino
Qualifikationsrunde, Gruppe B: mit zwei Siegen für die Hauptrunde qualifiziert Philippinen-Argentinien
57:47-Sieg gegen  Israel
48:35-Sieg gegen  Ungarn
Hauptrunde, Gruppe C: mit einem Sieg und zwei Niederlagen (192:221 (−29) Körbe) nicht für das Viertelfinale qualifiziert
59:85-Niederlage gegen  Argentinien
52:71-Niederlage gegen  Brasilien
81:65-Sieg gegen  Kanada
Rang 9

### Boxen
Fliegengewicht (bis 51 kg)
- Alfredo Asuncion
Runde 1: Freilos
Runde 2: gegen Basil Thompson aus Burma durch technischen K. o. in der zweiten Runde gewonnen
Runde 2 (Wiederholung): gegen Willie Toweel aus Südafrika durch Punktrichterentscheidung (1:2) ausgeschieden
Rang 9

Bantamgewicht (bis 54 kg)
- Alejandro Ortuoste
Runde 1: Freilos
Runde 2: gegen John McNally aus Irland durch Punktrichterentscheidung (0:3) ausgeschieden

Leichtgewicht (bis 60 kg)
- Benjamin Enríquez
Runde 1: gegen Aleksy Antkiewicz aus Polen durch Punktrichterentscheidung (0:3) ausgeschieden
Rang 17

Halbweltergewicht (bis 63,5 kg)
- Ernesto Porto
Runde 1: gegen Bruno Visintin aus Italien durch K. o. in der zweiten Runde ausgeschieden

Weltergewicht (bis 67 kg)
- Vicente Tuñacao
Runde 1: gegen José Dávalos aus Mexiko durch technischen K. o. in der dritten Runde ausgeschieden

### Gewichtheben
Bantamgewicht (bis 56 kg)
- Pedro Landero
Finale: 292,5 kg, Rang 6
Militärpresse: 90,0 kg, Rang 2
Reißen: 87,5 kg, Rang 6
Stoßen: 115,0 kg, Rang 5

Federgewicht (bis 60 kg)
- Rodrigo del Rosario
Finale: 317,5 kg, Rang 4
Militärpresse: 105,0 kg, Rang 1
Reißen: 92,5 kg, Rang 11
Stoßen: 120,0 kg, Rang 8

### Leichtathletik
Hochsprung
- Andrés Franco
Qualifikation, Gruppe A: 1,84 m, Rang 16, Gesamtrang 31, nicht für das Finale qualifiziert
1,70 m: ohne Fehlversuch, gültig
1,80 m: ein Fehlversuch, gültig
1,84 m: zwei Fehlversuche, gültig
1,87 m: drei Fehlversuche, ungültig

### Ringen
Freistil
Federgewicht (bis 62 kg)
- Gonzalo Monte-Manibog
1. Runde: 0:3-Niederlage gegen Henry Holmberg aus Schweden
2. Runde: 0:3-Niederlage gegen Roger Bielle aus Frankreich, nicht für das Finale qualifiziert

### Schießen
Kleinkaliber liegend
- Martin Gison
Finale: 397 Ringe, 24 Volltreffer, Rang 13
Runde 1: 100 Ringe, Rang 09
Runde 2: 097 Ringe, Rang 23
Runde 3: 100 Ringe, Rang 15
Runde 4: 100 Ringe, Rang 07

- César Jayme
Finale: 397 Ringe, 19 Volltreffer, Rang 15
Runde 1: 099 Punkte, Rang 18
Runde 2: 099 Punkte, Rang 20
Runde 3: 099 Punkte, Rang 18
Runde 4: 100 Punkte, Rang 09

Freie Scheibenpistole
- Félix Cortes
Finale: 521 Ringe, Rang 22
Runde 1: 87 Ringe, Rang 23
Runde 2: 90 Ringe, Rang 15
Runde 3: 84 Ringe, Rang 34
Runde 4: 85 Ringe, Rang 30
Runde 5: 88 Ringe, Rang 24
Runde 6: 87 Ringe, Rang 30

- Martin Gison
Finale: 515 Ringe, Rang 32
Runde 1: 87 Punkte, Rang 20
Runde 2: 85 Punkte, Rang 30
Runde 3: 86 Punkte, Rang 28
Runde 4: 85 Punkte, Rang 29
Runde 5: 88 Punkte, Rang 27
Runde 6: 84 Punkte, Rang 39

Schnellfeuerpistole
- Félix Cortes
Finale: 537 Punkte, 58 Treffer, Rang 45
Runde 1: 270 Ringee, 29 Treffer, Rang 35
Runde 2: 267 Ringee, 29 Treffer, Rang 41

- Martin Gison
Finale: 550 Ringe, 59 Treffer, Rang 36
Runde 1: 268 Ringe, 29 Treffer, Rang 42
Runde 2: 282 Ringe, 30 Treffer, Rang 20

### Schwimmen
1500 m Freistil
- Sambiao Basanung
Vorläufe: in Lauf 1 (Rang 7) mit 20:58,6 min (+2:22,6 min) nicht für das Finale qualifiziert